# Teinobasis imitans
Teinobasis imitans – gatunek ważki z rodziny łątkowatych (Coenagrionidae).